# Jean de Flandre
Jean de Flandre  ou Jean de Dampierre, né en 1250 et mort le 14 octobre 1291, est un évêque de Metz et un Prince-évêque de Liège.

## Biographie
Il est le troisième fils du comte de Flandre Gui de Dampierre et de sa première femme Mathilde de Béthune. Il est licencié en droit canon à l'université de Bologne.
Il commence sa carrière ecclésiastique comme prévôt de Saint-Pierre de Lille et de Saint-Donatien de Bruges.
Le 2 janvier 1280, il est nommé évêque de Metz par Nicolas III. Il présente peu d'intérêt pour cette fonction mais les rentes qu'il en dégage lui permettent d'acquérir des terres en Flandre.
Le 31 octobre 1282, il devient prince-évêque de Liège après sa nomination par le pape Martin IV, qui dut intervenir car le chapitre n'arrivait pas à se mettre d'accord entre Bouchard d'Avesnes et Guillaume d'Auvergne, chanoine de Saint-Lambert.
En 1285, il se brouille avec la bourgeoisie liégeoise à propos de la « fermeté », un impôt sur la consommation. Il se retire avec son clergé à Huy pendant 22 mois. Jean Ier de Brabant entreprend une médiation qui aboutit à la paix des clercs le 7 août 1287. La fermeté est remplacée par l'impôt du braz.
De retour à Liège le prince-évêque s'allie à Jean Ier de Brabant contre Renaud Ier de Gueldre, ce qui mène à une victoire en 1288, lors de la bataille de Worringen.
En 1289, il est enlevé pendant une partie de chasse et emprisonné pendant six mois. Il est libéré après paiement d'une rançon,. Incapable d'assurer la gestion de la principauté à cause de la maladie (gravelle), il en confie la charge à son père Gui de Dampierre.
Il meurt le 14 octobre 1291 dans le château d'Anhaive près de Namur. Il est inhumé à Flines près de Douai.